# Louis Dominique Munnier
Louis Dominique de Munnier, ou Meunier, né le 17 décembre 1734 à Phalsbourg (actuel département de la Moselle) et mort en 1800 à Nancy, est un général de division de la Révolution française.
Son acte de baptême du 18 décembre 1734 le dénomme Meunier, mais dès 1780, il se fait appeler Louis-Dominique de Munnier et signait avec cette dernière orthographe. Il redevient Meunier sur son brevet de pension en date du 10 février 1795, sans doute en raison de l’orthographe de l’acte de baptême.

## États de service
Il entre en service le 21 mai 1748, comme enseigne dans le régiment de Lowendal, il passe lieutenant en second le 1er octobre 1756, lieutenant en premier le 5 novembre 1758 et le 2 mars 1773, il est fait chevalier de Saint-Louis.
Le 28 février 1778 il devient capitaine de grenadiers, puis le 20 mars suivant il est promu major. Le 2 janvier 1783, il est nommé lieutenant-colonel au régiment de Salm-Salm, et le 25 juillet 1791 il reçoit son brevet de colonel au 62e régiment d’infanterie de ligne.
Il est promu maréchal de camp le 7 septembre 1792. Employé à l'armée du Rhin, il commande la 1re brigade sous Custine à l'attaque de Spire le 30 septembre suivant. Lieutenant-général le 28 octobre suivant, il commande par intérim l'armée des Vosges à la place de Custine du 2 au 14 mars 1793. Le 15 mars suivant, il commande la 2e division de l’aile droite à l'armée du Rhin, et la place de Landremont du 30 septembre au 2 octobre. À partir du 2 octobre suivant, il commande provisoirement l’armée du Rhin.
Le 23 octobre 1793, il est relevé de son commandement et arrêté à Strasbourg. Il est remis en liberté et réintégré dans ses fonctions le 18 novembre 1794, puis il est admis à la retraite le 10 février 1795.
Il meurt en 1800 à Nancy.

## Sources
- (en) « Generals Who Served in the French Army during the Period 1789 - 1814: Eberle to Exelmans »
- Étienne Charavay, Correspondance général de Carnot, tome 1, imprimerie Nationale, 1893, p. 89.
- Étienne Charavay, Correspondance général de Carnot, tome 2, imprimerie Nationale, 1892, p. 475.
- Étienne Charavay, Correspondance général de Carnot, tome 3, imprimerie Nationale, 1897, p. 363
- (pl) « Napoléon.org.pl »